# Vladimir A. Negovski
Vladimir A. Negovski, ruski zdravnik, predavatelj in akademik, * 19. marec 1909, † 2. avgust 2003.
Negovski je deloval kot direktor Inštituta za splošno reanimatologijo Akademije medicinskih ved (Rusija) in bil dopisni član Slovenske akademije znanosti in umetnosti (od 6. junija 1983).